# St. George’s Caye
St. George’s Caye ist eine Insel vor der Küste von Belize. Sie gehört zu den etwa 450 Inseln des Belize Barrier Reefs. Verwaltungstechnisch gehört sie zum Belize District.

## Geographie
Die sichelförmige Insel liegt knapp 13 Kilometer vor der Küste, etwa auf Höhe von Belize City. Das Belize Barrier Reef liegt etwa zweieinhalb Kilometer weiter östlich. Die Teile der Insel, die sich in öffentlichem Besitz befinden, sind als Naturreservat deklariert.

## Geschichte
Eine erste Besiedlung durch Europäer erfolgte 1650 durch die Spanier, denen die Insel als Cayo Cosina („Küchen-Cay“) bekannt war. In der Folge siedelten sich im Gebiet des heutigen Belize britische Piraten an, die sich nach dem Vertrag von Madrid im Tropenholzhandel verdingten. Zeitweilig war St. George’s Caye die größte Ortschaft im britischen Siedlungsgebiet im Golf von Honduras, dem späteren Britisch-Honduras. Im 18. Jahrhundert kam es im Rahmen der Rivalität zwischen Spanien und Großbritannien zu zahlreichen Scharmützeln in Belize, die vor St. George’s Caye nicht Halt machten. So wurde die Insel 1779 kurzfristig von den Spaniern erobert, die sämtliche Einwohner deportierten; 1798 hingegen konnten die Briten die Insel in der Schlacht von St. George’s Caye gegen eine spanische Übermacht verteidigen. Das Datum der Schlacht (10. September) ist im heutigen Belize ein nationaler Feiertag, und die Umrisse der Insel sind auf der Fünf-Dollar-Note abgebildet.
1961 traf Hurrikan Hattie die Insel und zerteilte sie in mehrere Abschnitte; die Kanäle zwischen den Abschnitten wurden in den 1970ern aber wieder aufgefüllt. Die Geschichte der Insel wird kontinuierlich erforscht, seit 2009 das St. George’s Caye Archaeology Project als Gemeinschaftsprojekt der Texas State University und des Belize Institute of Archaeology ins Leben gerufen wurde. Seit 2010 hat die Insel formell den Status eines Dorfes, was den Einwohnern Mitspracherechte bei der Entwicklung der Insel einräumt.

## Wirtschaft
St. George’s Caye ist nicht an das belizische Stromnetz angeschlossen, und es gibt weder Autoverkehr noch Geschäfte. Auf der Insel befinden sich mehrere kommerzielle Resorts. Die British Army unterhält auf St. George’s Caye ein Familienresort für ihre Soldaten.

## Galerie

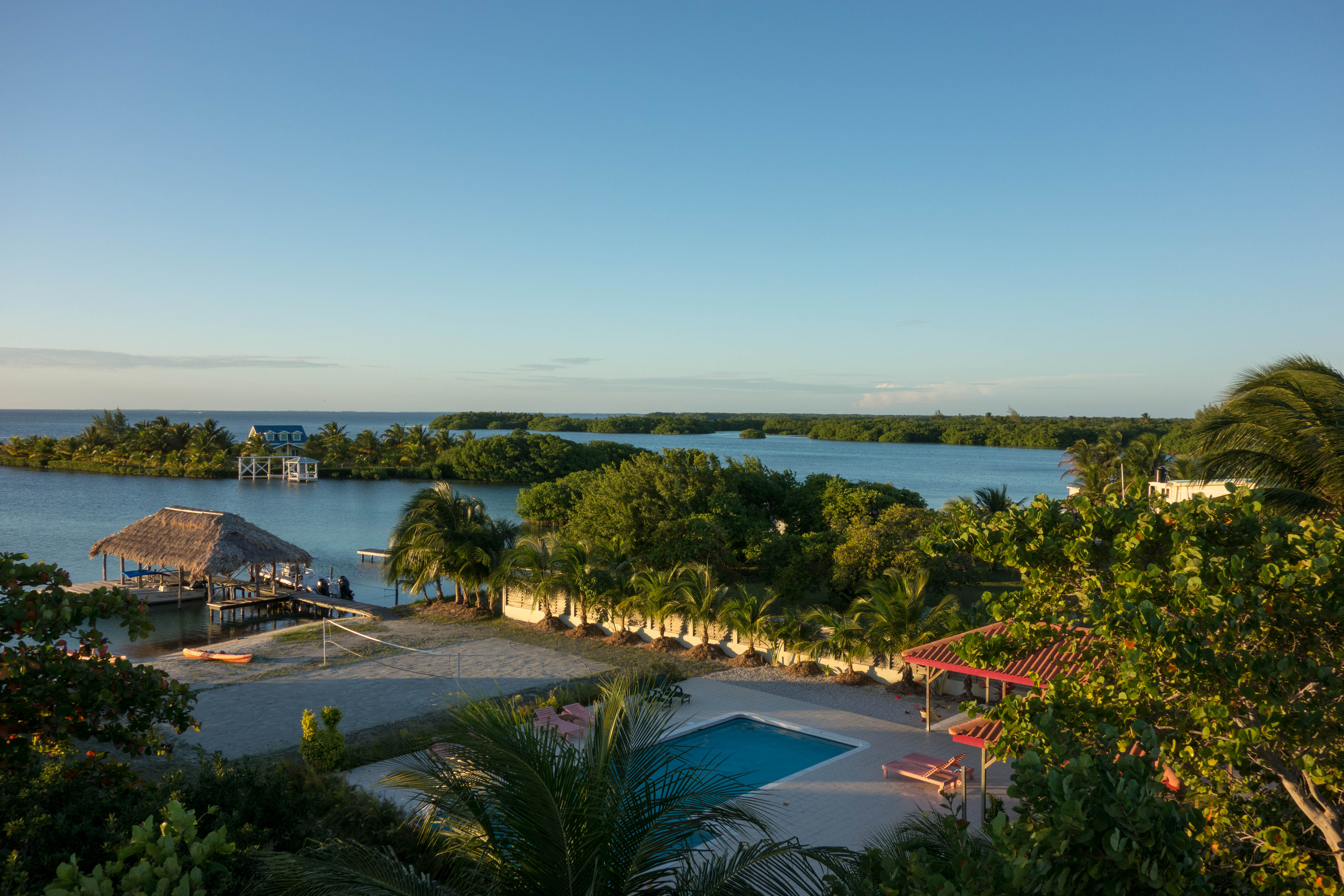
St. George’s Caye
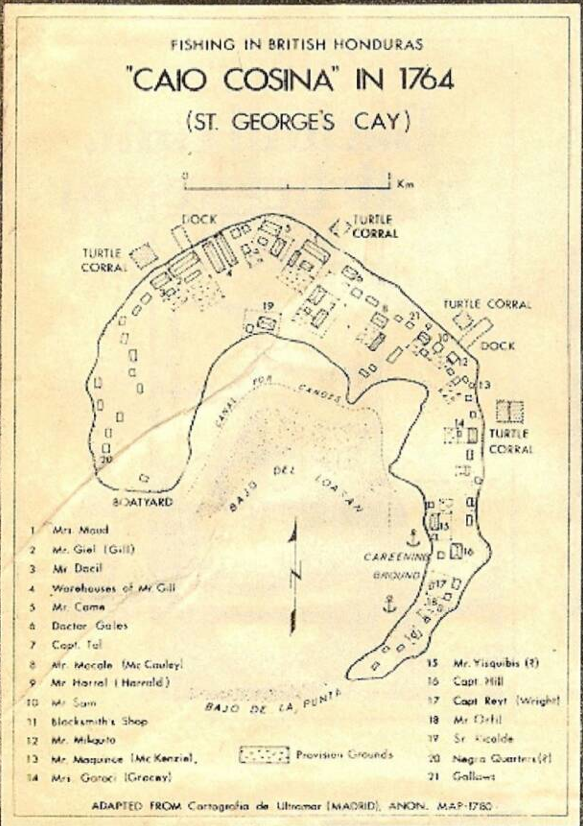
Historische Karte